# Baró d'Algerri
El títol de baró d'Algerri fou creat el 1541 per l'emperador Carles I per al senyor del castell d'Algerri Joan Comallonga, que també era el seu secretari. Poc temps després, però, la baronia fou adquirida pel Monestir de Poblet, fins a la desamortització. El 1931 el títol fou rehabilitat per a Carles de Camps i d'Olzinellas, segon Marquès de Camps, els seus descendents encara ostenten aquesta dignitat.

## Barons d'Algerri
|                                                      | Titular                                              | Període                                              |
| Creació per Carles V del Sacre Imperi Romanogermànic | Creació per Carles V del Sacre Imperi Romanogermànic | Creació per Carles V del Sacre Imperi Romanogermànic |
| ---------------------------------------------------- | ---------------------------------------------------- | ---------------------------------------------------- |
| I                                                    | Joan Comallonga                                      | 1541-1554                                            |
| Rehabilitació per Francisco Franco                   |                                                      |                                                      |
| II                                                   | Jorge de Camps i de Casanova                         | 1949-1955                                            |
| III                                                  | Felipe de Camps i de Subirats                        | 1955-2010                                            |
| IV                                                   | Jordi de Camps i Galobart                            | 2010-actualitat                                      |